# BWMeter
BWMeter — программа для контроля и управления передачей информации между персональным компьютером и сетью. С её помощью можно отображать в виде графиков загрузку сетевого канала, ограничивать скорость сетевых соединений и собирать детальную статистику по передаваемым пакетам данных.
Программа работает на операционных системах семейства Windows и процессорах архитектуры x86 и x86_64. Используются драйвера «WinpkFilter» от NT Kernel Resources. Приложение доступно в виде демоверсии на 30 дней, для дальнейшего использования требуется оплатить 30 долларов США.

## Возможности программы
- Обработка трафика. Весь трафик, обрабатываемый программой, проходит через набор настраиваемых фильтров. Каждый такой фильтр выделяет часть потока из общего трафика для дальнейшей обработки. Критериями, по которым происходит выделение, являются: направление трафика (загрузка или отдача), адреса отправителя и получателя (IP-адрес, MAC-адрес, доменное имя), сетевой протокол, порт, текущие время и дата и имя прикладной программы, работающей с данными.
- Визуализация трафика. Выделенный фильтром поток данных можно визуализировать в виде графика (объём переданных данных по времени) в отдельном окне программы. Визуальное представление каждого графика поддаётся гибкой настройке: можно указать точное расположение окна, визуальный стиль графика (цвет, шрифт, сглаживание), интервал линий сетки, условия видимости окна, интервал обновления и многое другое.
- Сбор статистики. Учёт количества передаваемых данных может производиться как автоматически (на протяжении всего времени работы программы), так и интерактивно (с участием пользователя). Собранная автоматически статистика доступна для просмотра в виде таблицы, формируемой на основе выбранного фильтра и указанного временного интервала. Динамический сбор данных позволяет сформировать список проходящих через фильтр сетевых пакетов и сводную таблицу скоростей и объёмов переданных данных в заданный пользователем промежуток времени.
- Уведомления. Программа позволяет уведомлять пользователя о наступлении определённых событий: при достижении объёма загрузки/отдачи указанного значения, при пересечении скорости передачи данных заданного значения либо каждый раз после передачи определённого количества данных. Доступны несколько типов уведомлений: проигрывание звука, запуск программы, вывод сообщения на экран либо отправка электронной почты.
- Удалённое управление. Эта возможность позволяет просматривать активность фильтров и собирать статистику с других компьютеров сети, на которых установлена программа.